# Трифун Бућа
Трифун Бућа (умро пре 21. марта 1351) је био српски дипломата и привредник у служби Стефана Милутина (1282-1321), Стефана Дечанског (1321-1331) и Стефана Душана (1331-1355).

## Биографија
Припадао је средњовековној которској породици Бућа. Трифун је први Которанин забележен именом "Бућа". У изворима се јавља као: Tripho, Triphon de Bucha, Buchia, Bucchia. Његово порекло је непознато. Није познато у каквом сродству је био са Николом и Михаилом Бућом, Петровим синовима. Већина историчара сматра да је Трифун Бућа у ствари "Triphon Michaelis de Catharo" који се 1308. године помиње као један од посланика српског краља Милутина код папе Клемента V и Карла Валое, претендента на престо Латинског царства. У првим деценијама 14. века Трифун се помиње као послован човек који тргује са Дубровником, а од 1311. године обавља и дипломатске мисије. Заступа краља Милутина у Дубровнику (1311-1313) и интересе Стефана Дечанског (од 1323). Према дубровачким изворима, Трифуново деловање 1326. године на српском двору помогло им је да униште браћу Бранивојевиће, господаре Стона. Бућа на лето исте године заступа српског краља у неуспешним преговорима са Дубровником око уступања Стона и Стонског рата. Од 1326. до 1337. године помиње се само као послован човек који тргује рудама (сребро, злато, олово, бакар) и воском. Оснивао је трговачка друштва. Подигао је цркву Светог Николе у Котору која је касније порушена.